# Balatonfenyvesi Gazdasági Vasút
A Balatonfenyvesi Gazdasági Vasút a MÁV Magyar Államvasutak Zrt. utolsó keskeny nyomtávolságú gazdasági vasútja. (A vasútbarátok néha Berekvasút néven emlegetik.) A számos szárnyvonal közül utolsóként csak a Balatonfenyves–Somogyszentpál (39b) és a Balatonfenyves–Csisztafürdő (39) vonalakon jár rendszeresen személyszállító vonat, az előbbin a MÁV további két kisvasútjával (Kecskemét, Nyíregyháza) egyidőben, 2009. december 13-tól szűnt volna meg a forgalom. Ekkor úgy tűnt, hogy a vasút magánüzemeltetésbe kerül, amíg azonban az üzemeltető felkészül a vonatok indítására, a MÁV változatlan menetrenddel továbbra is közlekedteti a vonal szerelvényeit. Ez az elképzelés végül nem valósult meg, 2012 szeptemberétől a kisvasút üzemeltetését a MÁV Zrt. személyszállító leányvállalata, MÁV-START Zrt. vette át.
2021. július 1-től 19 év szünet után Csisztafürdőre is újraindult a közlekedés. A vonatok nagyjából kétóránként indulnak, a menetidő 35-40 perc. Részletes menetrend és díjszabás a MÁV-csoport honlapján érhető el.
Kisvasúti napja: szeptember első szombatja.
Érdekesség, hogy ez az egyetlen kisvasút Magyarországon, ami hivatásforgalmat is ellát, ugyanis Somogyszentpálnak ez az egyetlen tömegközlekedési kapcsolata Balatonfenyvessel. Épp ezért az első vonat Balatonfenyvesről Somogyszentpálra 5:46-kor indul, onnan vissza pedig 6:28-kor, a reggeli munkakezdéshez igazítva.

## Megközelítése
- Balatonfenyvesi fejállomása a Budapest–Murakeresztúr-vasútvonal Balatonfenyves vasútállomásától körülbelül 200 méterre található; közúton a 7-es számú főút felől érhető el.
- A táskai szárnyvonal végállomása a 6708-as úttól nem messze található Táska község keleti részén.
- A többi állomásra és megállóhelyre jobbára csak önkormányzati utak vezetnek.

## Története

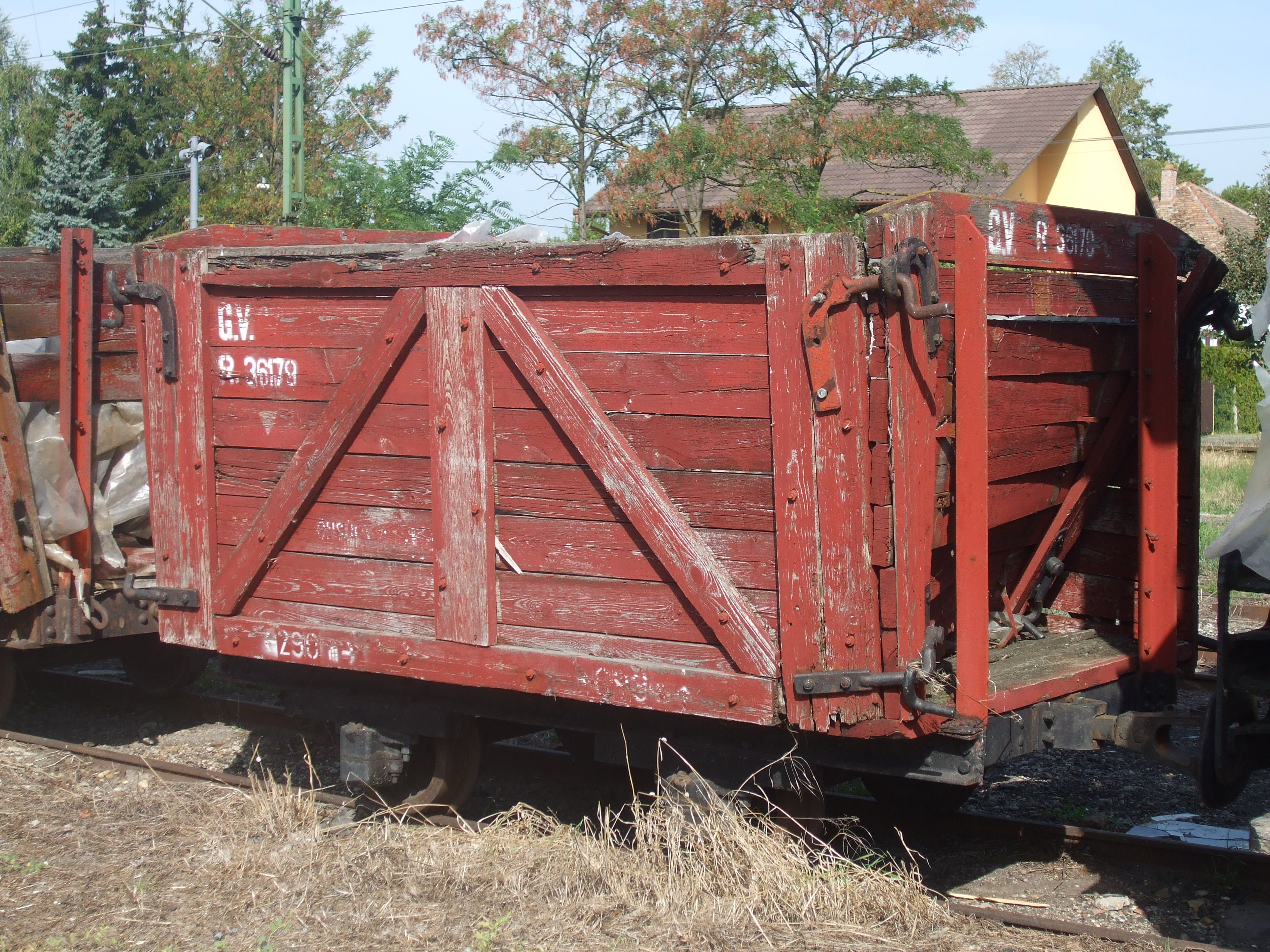
Romos lóré félreállítva Balatonfenyvesen. A gazdasági vasutak jellegzetes szállítóeszköze.

A Balatonfenyvest déli irányból övező Nagy-Berek vidéke hajdanán a Balaton vízfelületéhez tartozott, de a hullámzás hatására létrejött turzásgátak elszakították a tótól. Az így létrejött mocsaras területet az 1860-as években lecsapolták, majd megkíséreltek a területen termőföldeket létrehozni. A terület megközelítését azonban hátráltatta a sáros, süppedős talaj.
Ennek a helyzetnek a megoldására a két világháború között 4 km hosszban 600 mm nyomtávolságú vasútvonalat építettek a balatonfenyvesi MÁV-állomás és Imre-major közé. Ekkor a vasúti kocsikat még lóval vontatták, menetrend szerinti utasforgalom nem volt. Ez a rövid vonal a második világháborúban elpusztult, ezért a háború után új vasút építésére volt szükség.
A Balatonnagybereki Állami Gazdaság kezdeményezésére 1950. október 13-án kezdték meg a 760 mm nyomtávolságú gazdasági vasút pályájának lefektetését. A lápos, mocsaras területet egymásra merőleges vágányokkal hálózták be. A területen lévő majorságokból mezőgazdasági terményeket, tőzeget és mésziszapot szállított a balatonfenyvesi vasútállomásra.
1953-ban a gőzmozdonyokat felváltották a dízelmozdonyok. 1954-ben Balatonfenyvesen felépítették a mozdonyszínt és a javítóműhelyt. A menetrend szerinti személyszállítás 1956. június 3-án indult meg. 1960. április 1-jén csatolták a MÁV-hoz, mint minden magyarországi gazdasági vasutat. Az 1970-es évektől az áruszállítás mennyisége folyamatosan csökkent. Az 1980-as években turisztikai jelentősége azonban folyamatosan nőtt, ahogyan egyre többen látogatták a csisztapusztai termálfürdőt. 1985-ben gőzvontatású nosztalgiavonatokat indítottak Csisztapusztára. 1987-ben az ide vezető szakaszt mintegy 1 km-rel meghosszabbították, hogy még közelebb fogadhassa utasait a fürdő. 1990-ben a többi, csak áruszállításra használt kisvasúti pályaszakaszt üzemen kívül helyezték, vagy felszedték.
2002 szeptemberétől a forgalom csak a felújított Balatonfenyves–Somogyszentpál (39b) vonalon maradt meg. A többi vonalon a közlekedést a rossz pályaállapotokra hivatkozva felfüggesztették.
2012 szeptemberétől az üzemeltető a MÁV-START Zrt. lett.
2013 júniusában érkezett a vasútra a Kecskeméti Kisvasútról az Mk48 2008 pályaszámú dízelmozdony, egy szintén a Kecskeméti Kisvasútról származó felújított, kerékpárszállításra alkalmas BDa-w 615-8 személykocsi és egy korábban is itt közlekedő, felújított Baw-g kocsi.
2014 augusztusban érkezett a vasútra szintén a Kecskeméti Kisvasútról az Mk48 2013 pályaszámú dízelmozdony.
2015 márciusban érkezett két Jah teherkocsi alvázára épített nyitott személykocsi középső üléssorral, a Nyírvidéki Kisvasútról
2015 júniusában érkezett a vasútra a Kecskeméti Kisvasútról az Mk48 2022 pályaszámú dízelmozdony.
2015-ben bevezették a kisvasúton a feltételes megállást (Imremajor, Pálmajor, Somogyszentpál felső), azaz a vonatok ettől kezdve csak akkor állnak meg az ilyen besorolású megállóhelyeken, ha van felszálló utas, illetve ha a leszállási szándékot a vonatszemélyzet felé jelezték.
2019-ben elkezdték a csisztafürdői vonal rehabilitációját, 2021. július 1-jétől újra járnak vonatok. 
2023-ban forgalomba állt 4 db friss fővizsgás személykocsi (2 db BDax, 2db Cax), amelyek Kecskemétről kerültek Balatonfenyvesre, felújításukat pedig Szolnokon végezték el. 

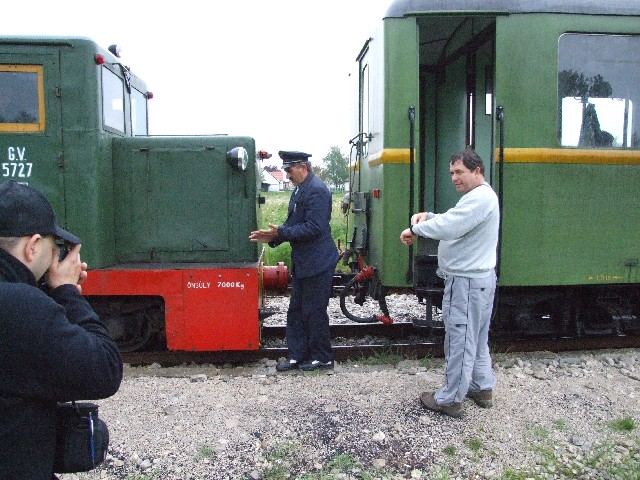
Kisvasúti szerelvény Somogyszentpálon

## Járműállomány

### Mozdonyok
| Típus | Pályaszám                    | Db | Megjegyzés                                                             |
| ----- | ---------------------------- | -- | ---------------------------------------------------------------------- |
| C-50  | 5712, 5713, 5727, 5733       | 4. | 5712 az állomáson kiállítva                                            |
| Mk48  | 2003, 2008, 2013, 2022, 2036 | 5. | 2003 üzemképtelen 2036 felújítás alatt                                 |
| 490   | 490,053                      | 1. | A Kecskeméti Kisvasút bezárása után ideköltöztetett "Bugaci Kispöfögő" |

- C–50 típusú dízelmozdonyok, 4 darab: 
  - C50 5712 (kiállítva),
  - C50 5713
  - C50 5727
  - C50 5733

- Mk48 típusú dízelmozdonyok, 5 darab:
  - Mk48 2003 (üzemképtelen),
  - Mk48 2008: 2013-ban került átállomásításra a Kecskeméti Kisvasútról,
  - Mk48 2013: 2014-ben került átállomásításra a Kecskeméti Kisvasútról,
  - Mk48 2022: 2015-ben került átállomásításra a Kecskeméti Kisvasútról,
  - Mk48 2036: 2021-ben került átállomásításra a Kecskeméti Kisvasútról (felújítás alatt)

### Személykocsik (futóképes)
- 1 darab Bak típusú személykocsi ("Vadászkocsi")
- 5 darab Baw-g típusú személykocsi (Bax)
- 3 darab BDa-w típusú poggyászteres (kerékpárszállító) kocsi (BDax)
- 2 darab Jah teherkocsik alvázára Nyíregyházán épített nyitott személykocsi, középső üléssorral (nyári kocsi)
- 2 darab Baw-g nyitottperonos személykocsi (Cax)

### Teherkocsik
- A kisvasúton több, felújításra váró teherkocsit is tárolnak

### Hajtányok
- 1 db 1959-ben épült PVG motorhajtány (GV 170)

## Állomások és megállóhelyek

### Balatonfenyves – Somogyszentpál (39b vonal)
- Balatonfenyves
- Imremajor
- Pálmajor
- Somogyszentpál felső
- Somogyszentpál

### Balatonfenyves – Csisztafürdő (39 vonal)
- Balatonfenyves
- Imremajor
- Táska forgalmi kitérő
- Csisztafürdő

A táskai vonalszakaszon a forgalom 2002. szeptember 2-ától szünetel.

## Menetrend
Az aktuális menetrend a mavcsoport.hu oldalon érhető el, a menetrendi keresőben az aktuális napra leszűrve kereshető ki! 

A *-gal jelölt időpontokban csak bizonyos napokon indulnak vonatok.
- Balatonfenyves – Csisztafürdő: 9.10, 11.10, 13.10, 15.10, 17.10, 18.40
- Csisztafürdő – Balatonfenyves: 9.55, 11.55, 13.55, 15.55, 17.55, 19.25
- Balatonfenyves – Somogyszentpál: 5.46, 8.35, 11.35, 14.35, 16.35, 18.55
- Balatonfenyves – Imremajor: 18.35*
- Somogyszentpál – Balatonfenyves: 6.28, 9.25, 12.25, 15.25, 17.25, 19.50
- Imremajor – Balatonfenyves: 18.53*

## Képek

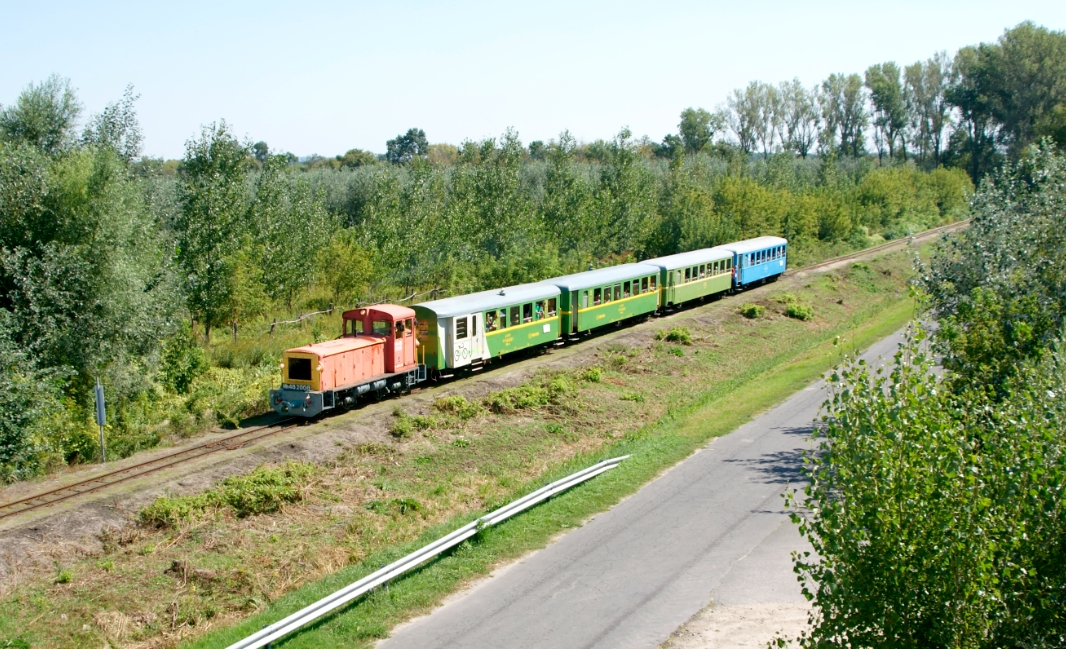
Ünnepi különvonat Mk48-as mozdonnyal
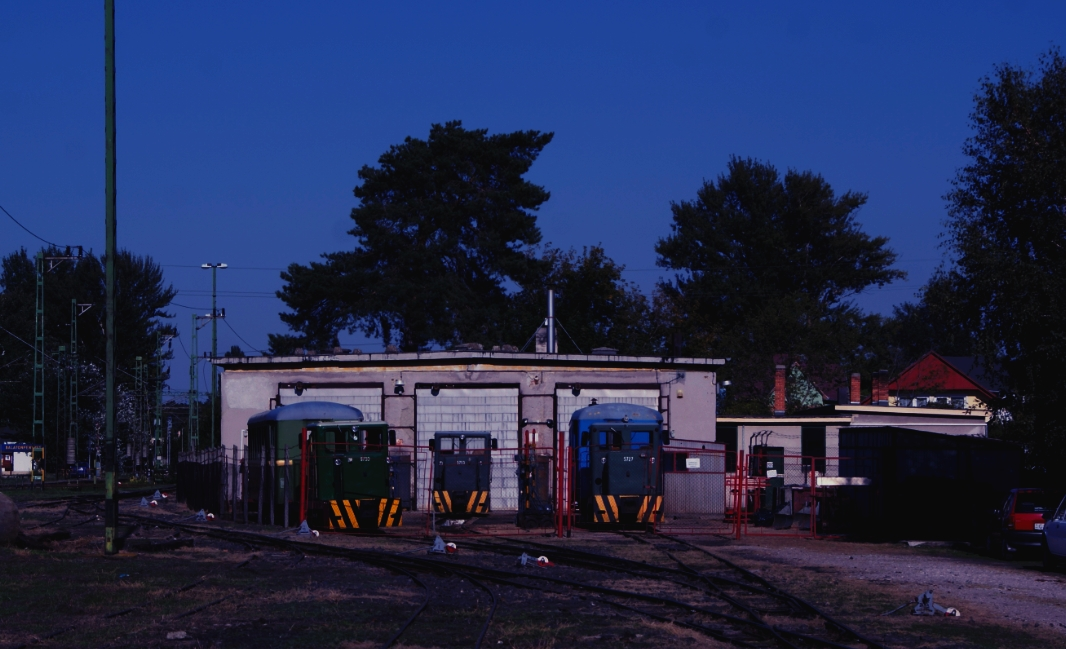
A kisvasút fűtőháza alkonyatkor
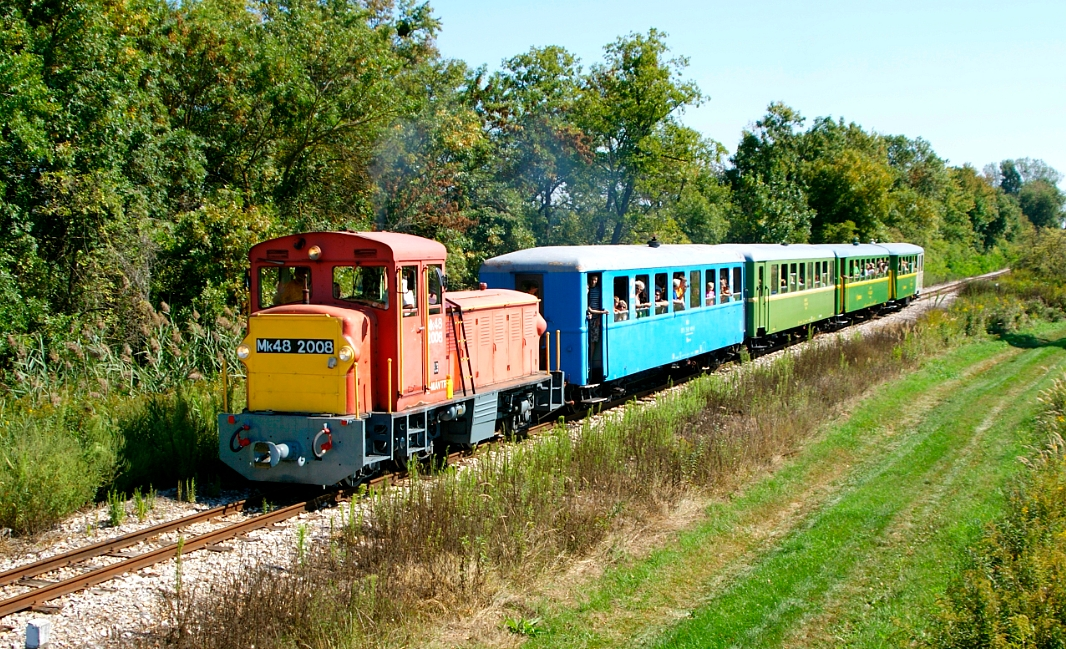
Ünnepi különvonat a 2013-as kisvasúti napon
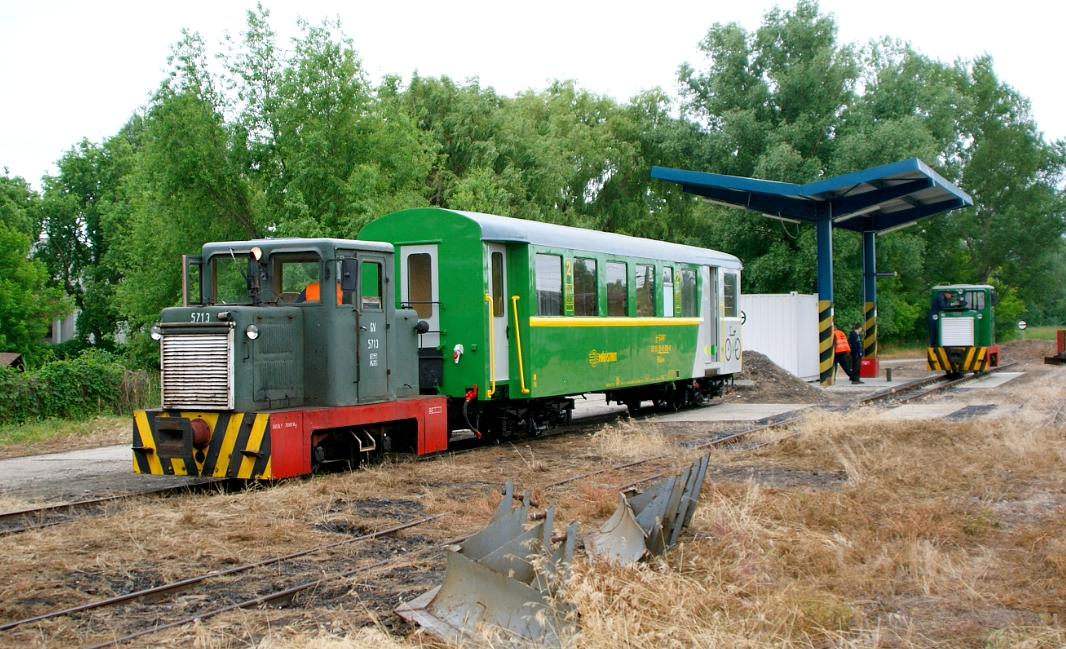
Felújított, átépített kerékpárszállító kocsi
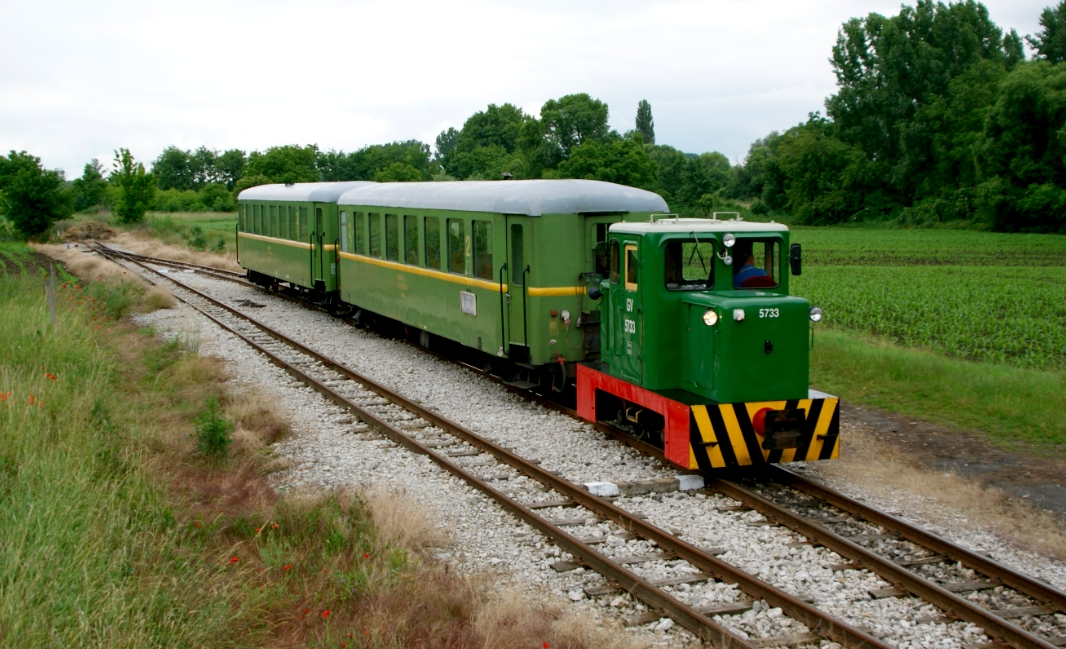
Személyvonat Somogyszentpálon
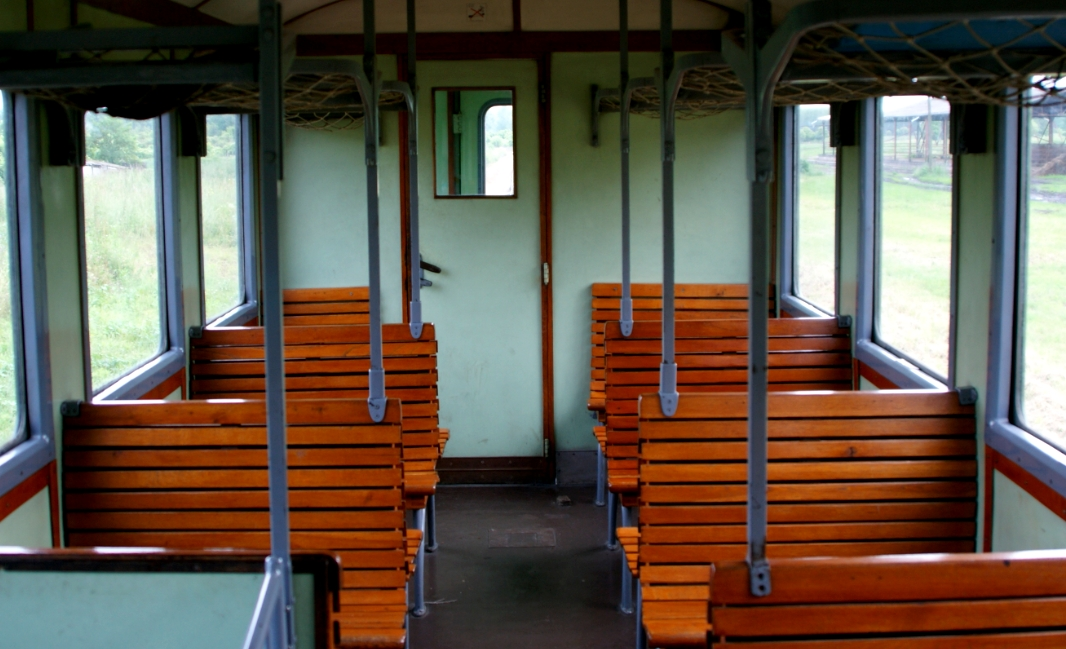
Baw-g kocsi utastere
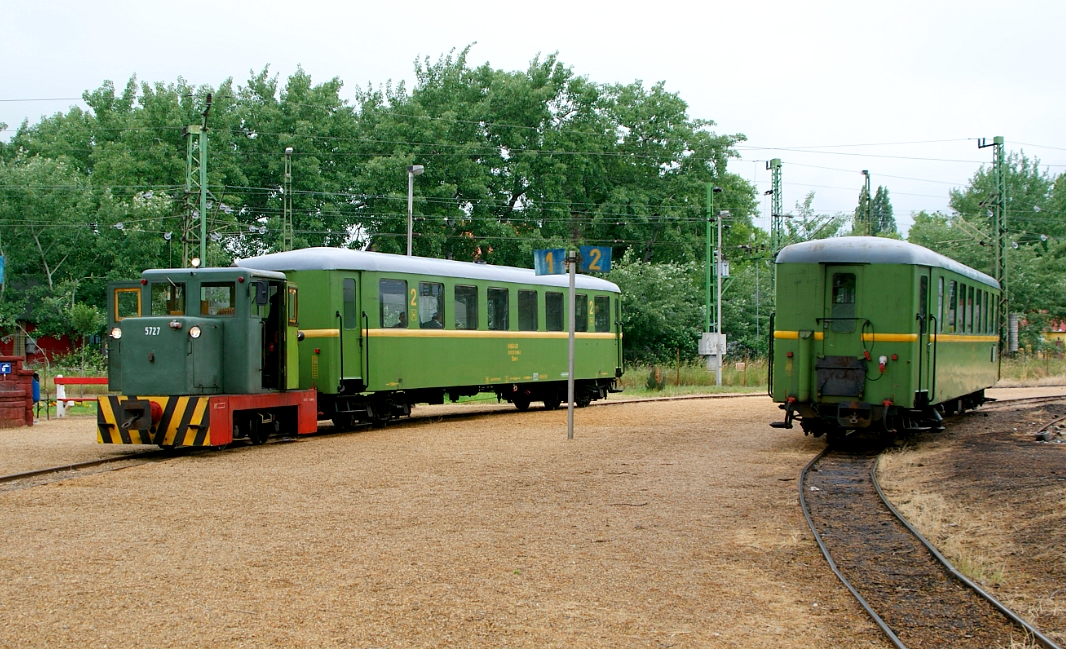
Balatonfenyvesi pillanatkép

## Nevezetességek a vasút környékén
- Balaton
- Fehérvíz: vizes, lápos, természetvédelem alatt álló terület
- Csisztapusztai Gyógyfürdő
- Táskán műemléki védelem alatt álló vályog borospincék